# The Capture of the Green River Killer
Pour plus de détails, voir Fiche technique et Distribution.
The Capture of the Green River Killer est un téléfilm américain réalisé par Norma Bailey, diffusé les 30 et 31 mars 2008 sur Lifetime Movie Network.

## Synopsis
L'inspecteur Dave Reichert enquête pour identifier et arrêter le tueur de la Green River, responsable de la mort de plusieurs dizaines de femmes entre 1982 et 1998.

## Fiche technique
- Réalisation : Norma Bailey
- Scénario : John Pielmeier (en), d'après le livre de Dave Reichert
- Photographie : Mathias Hemdl
- Montage : Ron Wisman
- Musique : Christopher Ward
- Pays d'origine :  États-Unis
- Langue originale : anglais
- Genre : policier
- Durée : 2 × 89 minutes
- Dates de diffusion :
  -  États-Unis : 30 et 31 mars 2008 sur Lifetime Movie Network[1]

## Distribution
- Tom Cavanagh : Dave Reichert
- Currie Graham : le capitaine Norwell
- Michelle Harrison : Julie Reichert
- Amy Davidson : Helen Remus
- Sharon Lawrence : Fiona Remus
- Maya Ritter : Angela Reichert
- James Russo : Jeb Dallas
- John Pielmeier (en) : Gary Ridgway
- James Marsters : Ted Bundy
- Brendan Fletcher : Bobby

## Accueil
Lors de sa première diffusion, la première partie du téléfilm a réuni environ 2 millions de téléspectateurs, soit la meilleure audience de la chaîne Lifetime Movie Network pour un téléfilm depuis sa création. La deuxième partie diffusée le lendemain a fait mieux avec environ 2,4 millions.

## Distinctions
Norma Bailey a remporté le prix de la meilleure réalisation de téléfilm aux Directors Guild of Canada Awards 2009 et a été nommée aux prix Gemini dans la même catégorie.